# Kostrzyn nad Odrą
Kostrzyn nad Odrąⓘ (em alemão: Küstrin; 1946–2002 Kostrzyn) é um município no oeste da Polônia. Pertence à voivodia da Lubúsquia, no condado de Gorzów. É também uma comuna urbana, localizado na parte noroeste da voivodia da Lubúsquia.
Estende-se por uma área de 46,1 km², com 17 659 habitantes, segundo o censo de 31 de dezembro de 2021, com uma densidade populacional de 383,1 hab./km².
Como resultado dos ferozes combates em 1945, ela foi quase 100% destruída — é considerada a cidade mais danificada pela guerra na atual Polônia, às vezes chamada de “Hiroshima polonesa”. O centro histórico de Kostrzyn é agora um campo coberto de vegetação com restos das ruínas das antigas edificações.
Kostrzyn abriga os restos de uma poderosa fortaleza prussiana, cuja parte principal foi construída no século XVI. Alguns dos edifícios da cidade-fortaleza foram restaurados: o Portão Berlim, o Portão Chyżańska, o Bastião Filipe, o Bastião Brandemburgo e o Passeio de Katte. A fortaleza também inclui o bastião Król (durante várias décadas, foi um cemitério de guerra para soldados soviéticos mortos na Segunda Guerra Mundial) e as ruínas de uma igreja e de um castelo (explodido até o nível do porão em 1969). A cidade pertence à Eurorregião Pro Europa Viadrina.
De 1975 a 1998, a cidade pertenceu administrativamente à voivodia de Gorzów.

## Localização

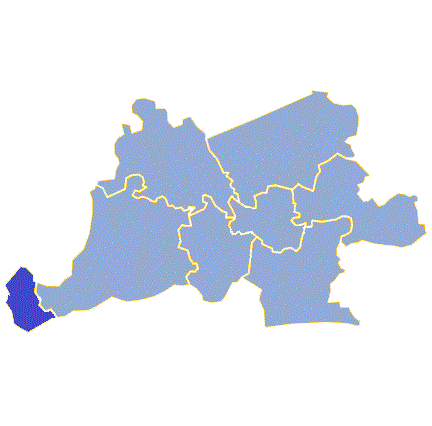
Localização do município no mapa do condado

Em 31 de dezembro de 2021, a cidade tinha uma área de 46,14 km².
Comunas vizinhas: Boleszkowice, Dębno, Witnica, Słońsk, Górzyca. O município é adjacente à Alemanha.
Kostrzyn nad Odrą está localizada na foz do rio Varta no rio Óder, na parte ocidental da Bacia de Gorzów (mesorregião), sendo a parte maior do vale pré-glacial Toruń-Eberswalde (macrorregião). Uma pequena parte de Kostrzyn também pertence à Bacia de Freienwald, que se estende principalmente na margem esquerda do rio Óder, em território alemão. Na Polônia, uma estreita faixa de vale na margem direita do Óder, de Kostrzyn a Stare Kostrzynek (comuna de Cedynia), pertence a essa unidade. A parte norte do município está incluída na região dos lagos da Pomerânia do Sul.
Historicamente, Kostrzyn nad Odrą está localizada na antiga Terra da Lubúsquia, e também foi temporariamente parte da Nova Marca após ter sido conquistada por Brandemburgo em 1261.
A maior área entre os usos da terra é composta por florestas e bosques, que juntos cobrem mais de 40% da cidade. Isso é menor do que a cobertura florestal média do condado de Gorzów, sendo de 44,4%, mas significativamente maior do que a média nacional de 29,9%. As florestas estão localizadas na parte norte da cidade. Essas florestas formam a parte sul da Floresta do rio Óder, que se estende ao longo do rio Óder, de Kostrzyn a Gryfino. Devido à natureza do município — sua área consiste apenas na cidade de Kostrzyn nad Odrą — uma área relativamente baixa é ocupada por terras agrícolas (pastagens, pomares, terras aráveis). Os rios Óder e Varta com seus remansos, localizados na parte sudeste da cidade, estão entre as águas correntes e permanentes mais importantes. A área de Kostrzyn nad Odrą é de 46,18 km², incluindo:
- Florestas 43,33%
- Terras agrícolas 23,76%
- Áreas residenciais 7,41%
- Estradas e ferrovias 5,72%
- Áreas de água corrente e parada 5,19%
- Terrenos baldios 4,64%
- Áreas industriais 4,42%
- Áreas de recreação 1,86%
- Outros 6,67%[6]

A cidade representa 3,85% da área do condado.

## História
No início da Idade Média, Kostrzyn pertencia à Grande Polônia. Em 1232, o duque da Grande Polônia, Władysław Odonic, concedeu a área de Kostrzyn aos Cavaleiros Templários. Em 1249, tornou-se a capital da castelania de Kostrzyn. Em 1261, Kostrzyn foi mencionada como uma cidade; no mesmo ano, a cidade passou para as mãos dos brandemburgueses. Por volta de 1300, a cidade assumiu a lei de Magdeburgo. Em 1319, eclodiu uma guerra sobre a propriedade da região, que foi ocupada pelo duque valáquio Warcislaw IV, após o que ocorreram batalhas entre pomeranos e saxões na área até 1323. Em 1323, a paz entre pomeranos e saxões foi concluída na cidade. Por volta de 1324–1326, a cidade foi reincorporada a Brandemburgo e, a partir de 1373, passou a fazer parte das fronteiras da Coroa tcheca. Em 1402, foi feito um acordo para vender a cidade para a Polônia, mas os luxemburgueses da Boêmia acabaram vendendo-a para os Cavaleiros Teutônicos no final daquele ano. Após a eclosão da Guerra dos Treze Anos, em 1454, os Cavaleiros Teutônicos venderam a cidade e a região para a Marca de Brandemburgo, a fim de arrecadar fundos para a guerra contra a Polônia.

Entre 1535 e 1571, o Margraviato alemão de Brandemburgo foi dividido em dois Estados independentes. Kostrzyn tornou-se a capital do margraviato oriental (Brandemburgo-Küstrin). Seu único governante foi João Hohenzollern, após cuja morte Brandemburgo foi reunificado. Entre 1535 e 1571, devido à sua posição defensiva favorável, o marquês Jan Hohenzollern mudou sua residência para Kostrzyn e começou a reconstruir o castelo e a construir uma poderosa fortaleza. A cidade se tornou a capital de um novo margraviato, Brandemburgo-Kostrzyn, também conhecido como a Nova Marca. João Hohenzollern era protestante. A Igreja Luterana era a igreja do Estado. Brandemburgo-Kostrzyn juntou-se à Liga de Esmalcalda em 1538. Em 1552, ele apoiou Maurício Wettin na revolta dos príncipes, que, juntamente com a invasão francesa que a acompanhou, forçou o Sacro Imperador Alemão a aceitar formalmente o protestantismo no Reich.

Planta da cidade e da Fortaleza de Kostrzyn de 1700

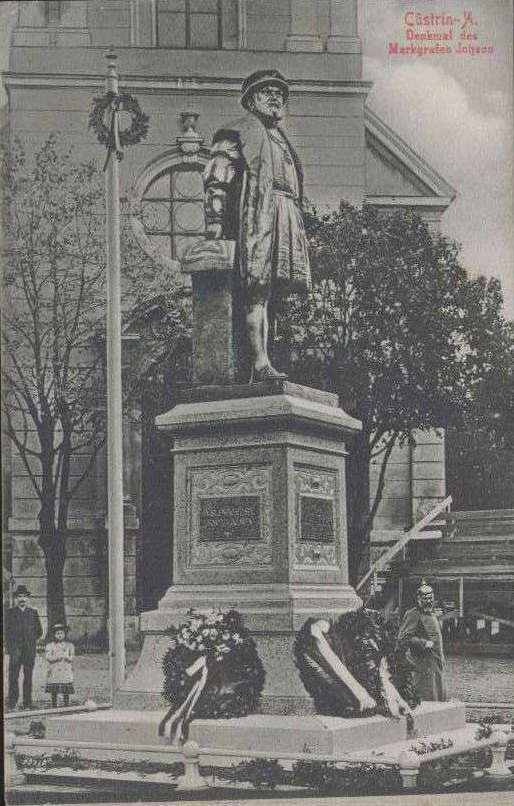
Monumento a Jan de Kostrzyn na praça em frente à igreja, 1915

Em 1631, durante a Guerra dos Trinta Anos, os suecos ampliaram a fortaleza com novas muralhas e ravelins. A partir de 1646, uma importante rota postal de Berlim para o Ducado da Prússia passava pela cidade. De 1730 a 1732, o último herdeiro do trono prussiano, Frederico II, ficou preso aqui. Em 1768, a mão de obra barata foi usada pelos Confederados de Bar. As frequentes e severas enchentes que assombram a cidade fizeram com que, em 1785, fossem iniciadas obras para regular o curso dos rios Varta e Óder. O Canal Frederico Guilherme foi escavado e, a partir de então, o rio Varta deságua no Óder ao norte da fortaleza. Entre 1806 e 1814, a cidade esteve sob ocupação francesa. De 2 de novembro de 1806 a 26 de janeiro de 1807, o comandante de Kostrzyn foi o general Ménard.
De 12 de maio de 1808 a 11 de abril de 1809, o comandante da fortaleza e da praça foi o coronel Joseph Seydlitz. De 24 de junho a 17 de julho de 1808, Santo Clemente Maria Hofbauer foi preso com 27 companheiros redentoristas. Eles ficaram em boas condições. Foram alojados em um quartel. Cada monge tinha seu próprio quarto. Tinham permissão para celebrar a missa diária (o altar ficava em um grande salão separado). Muitos habitantes da fortaleza, inclusive protestantes, compareciam à sua liturgia tradicionalmente extremamente solene e grandiosa.
Do final de agosto a meados de setembro de 1808, o 1.º e o 2.º batalhões do exército do Ducado de Varsóvia foram aquartelados a caminho da Espanha: 4.º Regimento de Infantaria, 7.º Regimento de Infantaria com uma companhia de artilharia e 9.º Regimento de Infantaria com uma companhia de sapadores. De 21 de fevereiro a 29 de julho de 1809, alguns esquadrões do 4.º Regimento de Rifles a Cavalo foram estacionados (quartel-general do regimento em Szczecin, outros esquadrões em Głogów). De 30 de março de 1810 a 17 de maio de 1811, o 5.º Regimento de Infantaria do major Stefan Oskierka ficou estacionado. De 10 de agosto de 1810 a 20 de março de 1814, o comandante da fortaleza foi o general Fornier d'Albe.

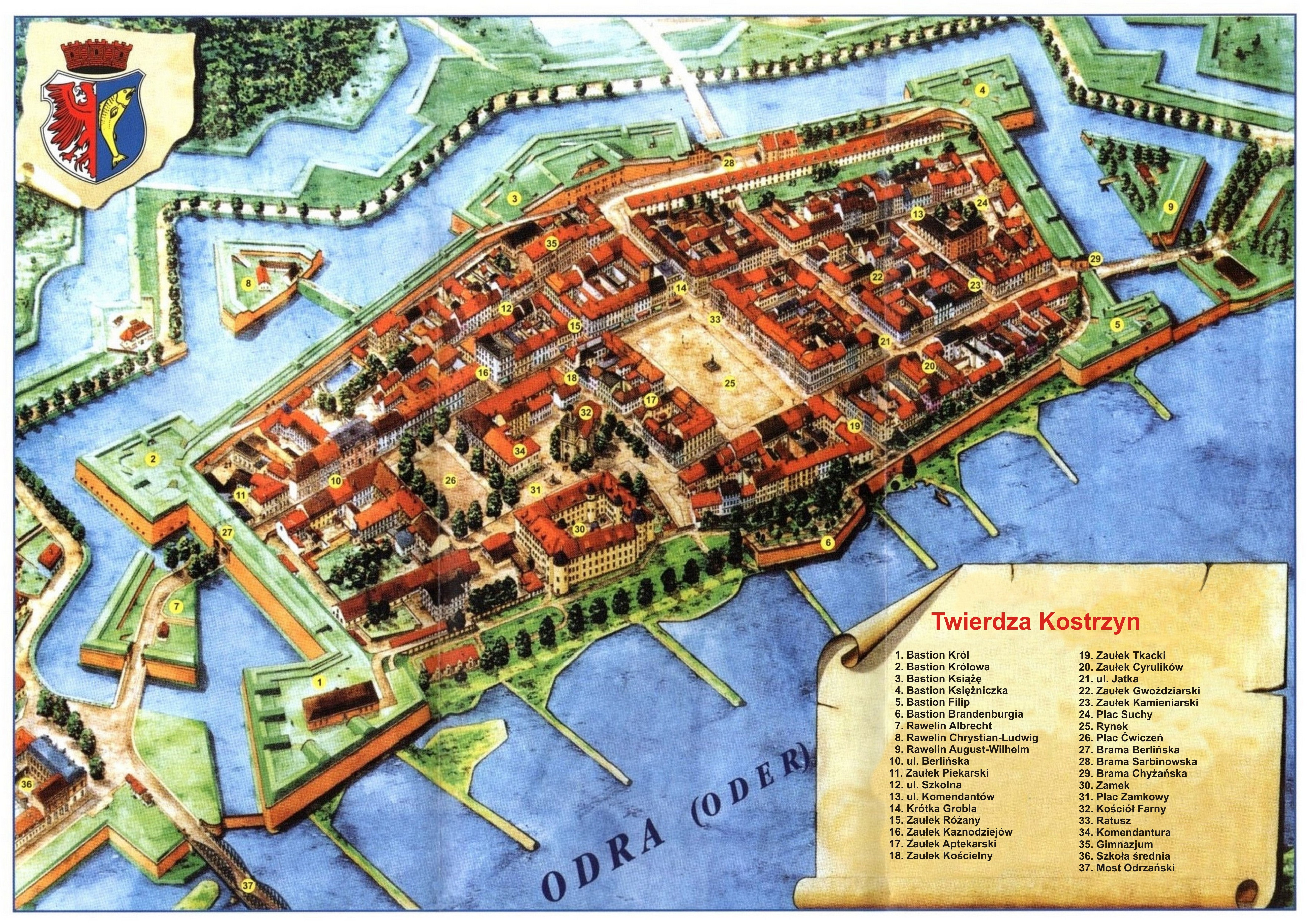
Vista da Fortaleza de Kostrzyn por volta de 1921

Depois que a sede das autoridades da Nova Marca foi transferida para Frankfurt an der Oder em 1815, Kostrzyn passou a fazer parte da Regência de Frankfurt. Em 1816, foi criado o condado de Cüstrin, que incluía Dębno e Boleszkowice. A cidade se desenvolveu de forma dinâmica, especialmente o “Curto Subúrbio”. Foram instaladas as primeiras fábricas, linhas ferroviárias e um aumento no transporte marítimo. Para facilitar a comunicação entre as partes remotas da cidade, uma linha de bonde puxada por cavalos foi inaugurada em 1903 e substituída por um bonde elétrico em 1925. Em 1939, a população da cidade era de 24 mil habitantes (não incluindo os militares e suas famílias).
De setembro de 1939 a janeiro de 1945, o atual distrito de Drzewice abrigou o campo de prisioneiros de guerra alemão Stalag III C.
Em 31 de janeiro de 1945, as tropas soviéticas chegaram à cidade, que era uma “Porta de entrada para Berlim” estratégica. Em 19 de fevereiro, toda a população de Kostrzyn havia sido evacuada para o oeste, e a cidade foi transformada em uma fortaleza. A defesa foi comandada por Heinz Reinefarth. Os pesados combates para capturá-la, combinados com o fogo maciço da artilharia soviética, continuaram até 12 de março, quando o último ponto de resistência, a Cidade Velha, foi capturado. O 5.º Exército de Ataque e o 8.º Exército de Guardas participaram da luta contra o exército alemão, e, como resultado das operações de combate, Kostrzyn foi quase completamente aniquilada — 95% da cidade, 8 278 casas foram destruídas, bem como a prefeitura.

Brasão de armas de Kostrzyn nad Odrą em vigor de 1945 até a década de 1990

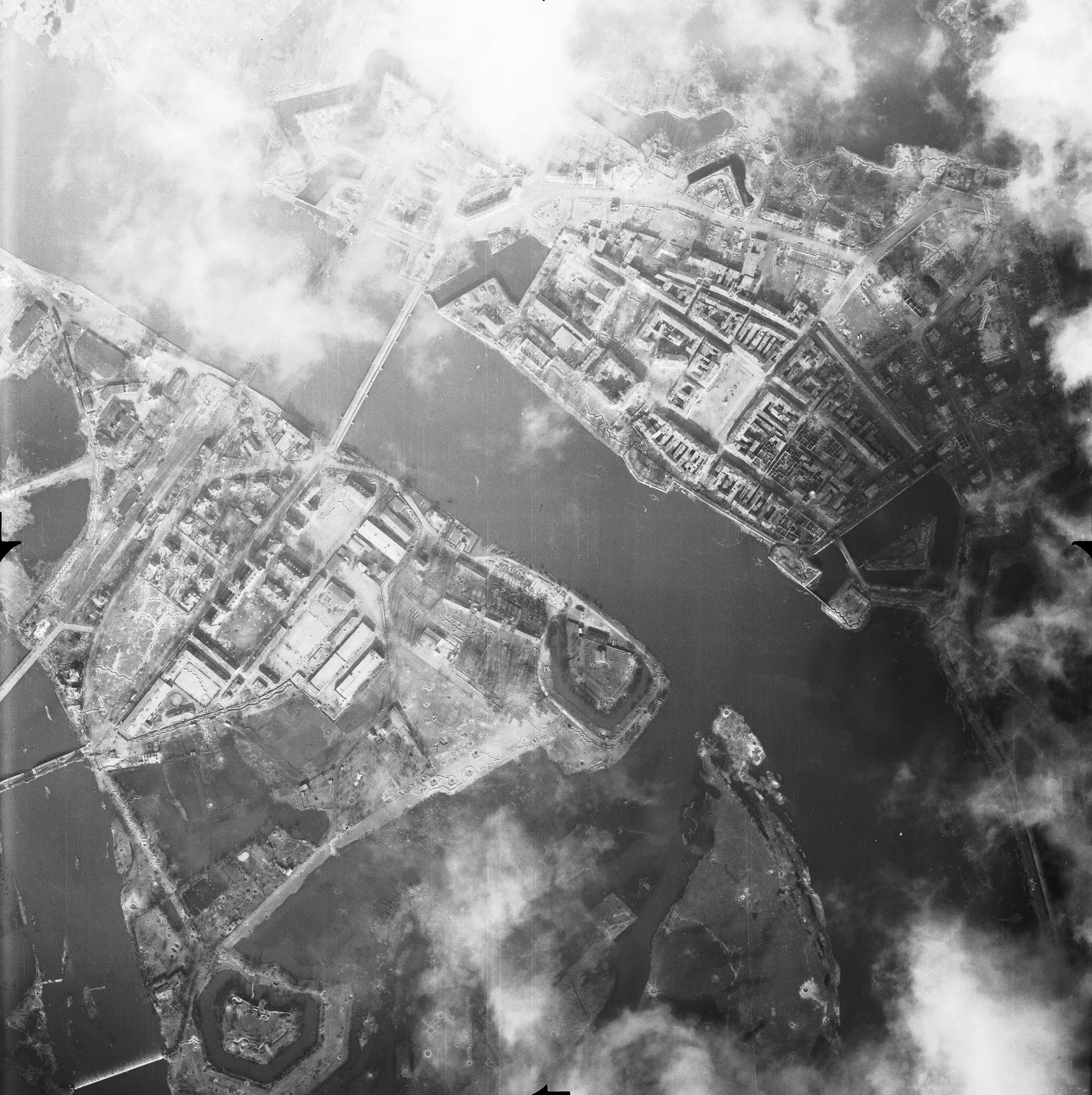
Foto aérea de 18 de março de 1945

Como resultado dos Acordos de Potsdam, o rio Óder tornou-se um rio de fronteira entre a Polônia e a Alemanha, dividindo a cidade. O Longo Subúrbio e Kietz permaneceram na zona de ocupação soviética–alemã, enquanto a Cidade Velha e a Cidade Nova foram incorporadas à Polônia. A consequência da mudança de fronteira foi a realocação forçada da população polonesa do leste para o oeste e da população alemã para além do Óder. Os 1 500 habitantes alemães que viviam na periferia norte da cidade após a guerra tiveram que deixar a cidade. Inicialmente, após a Segunda Guerra Mundial, em 1945, a cidade foi incluída no distrito administrativo da Breslávia, o antecessor da voivodia da Baixa Silésia. Com uma decisão do Conselho de Ministros de 7 de julho de 1945, juntamente com vários condados das terras ocidentais, Kostrzyn foi incorporada à voivodia de Poznań. Em 1946, a cidade tinha uma população de 634 habitantes. No início, Kostrzyn era uma cidade fechada, cujos únicos habitantes eram trabalhadores ferroviários e funcionários da alfândega. Em 1954, foi iniciada a construção da então maior fábrica de papel e celulose da Polônia, a Zakłady Celulozy i Papieru, que entrou em operação em 19 de dezembro de 1958.
Em 25 de maio de 1965, um MiG-21 da Força Aérea da Alemanha Oriental caiu no rio Óder nos limites da cidade.

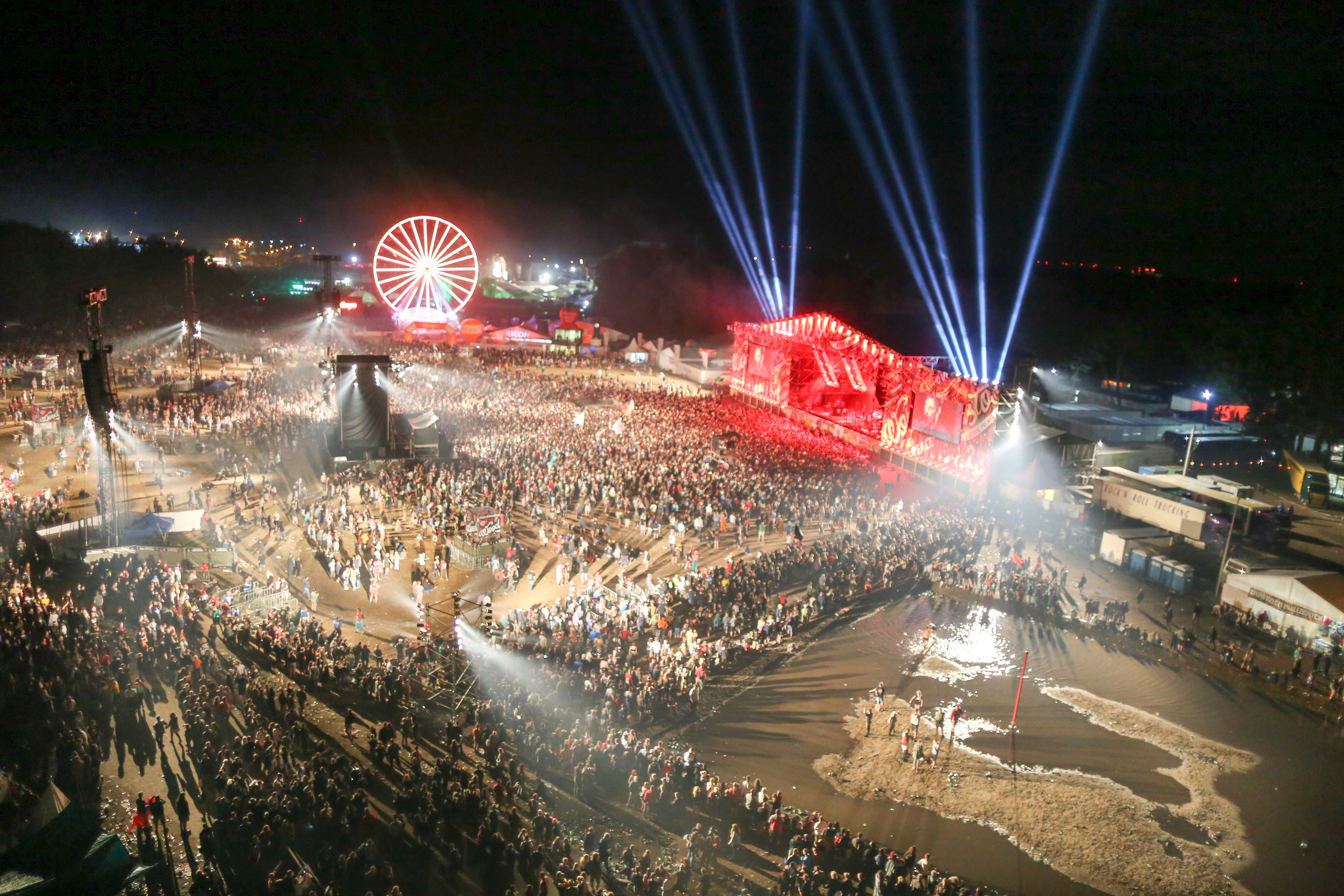
Festival Woodstock em 2017

A próxima etapa do desenvolvimento da cidade foi na década de 1990, após a transformação econômica na Polônia. Em 1992, foi aberta uma passagem de fronteira. A Zakłady Celulozy i Papieru foi comprada em 1993 pelos suecos por um valor que não cobria nem mesmo os honorários dos consultores estrangeiros que atuavam como assessores da privatização. A fábrica agora se chama Arctic Paper. Em 1997, foi criada a Zona Econômica Especial de Kostrzyn-Slubice, na qual foram instaladas várias empresas que representam os seguintes setores: papel, alimentos, maquinário, carne, têxteis, construção, automotivo, plásticos, produtos de madeira, têxteis, eletrodomésticos, parquinhos e reciclagem.
Entre 1998 e 2003, foram tentados esforços para criar um novo condado nadodrzański. A sede do condado deveria ser localizada em Kostrzyn nad Odrą ou em Słubice.
De 2004 a 2019, o Pol’and’Rock Festival (conhecido como Festival Woodstock até 2017) — um dos maiores festivais de música rock da Europa — foi organizado em Kostrzyn nad Odrą.

## Demografia
Conforme os dados do Escritório Central de Estatística da Polônia (GUS) de 31 de dezembro de 2022, Kostrzyn nad Odrą é uma cidade pequena com uma população de 17 704 habitantes (7.º lugar na voivodia da Lubúsquia e 236.º na Polônia), tem uma área de 46,15 km² (3.º lugar na voivodia da Lubúsquia e 96.º lugar na Polônia) e uma densidade populacional de 383,62 hab./km² (35.º lugar na voivodia da Lubúsquia e 665.º lugar na Polônia). Nos anos 2002–2021, o número de habitantes aumentou 3,1%.
Os habitantes de Kostrzyn nad Odrą constituem cerca de 24,35% da população do condado de Gorzów, constituindo 1,81% da população da voivodia da Lubúsquia.
| Descrição                         | Total      | Total     | Mulheres   | Mulheres  | Homens     | Homens    |
| --------------------------------- | ---------- | --------- | ---------- | --------- | ---------- | --------- |
| unidade                           | habitantes | %         | habitantes | %         | habitantes | %         |
| população                         | 17 704     | 100       | 8 989      | 50,8      | 8 715      | 49,2      |
| área                              | 46,15 km²  | 46,15 km² | 46,15 km²  | 46,15 km² | 46,15 km²  | 46,15 km² |
| densidade populacional (hab./km²) | 383,62     | 383,62    | 194,88     | 194,88    | 188,74     | 188,74    |

## Monumentos históricos

Monumentos históricos de Kostrzyn nad Odrą
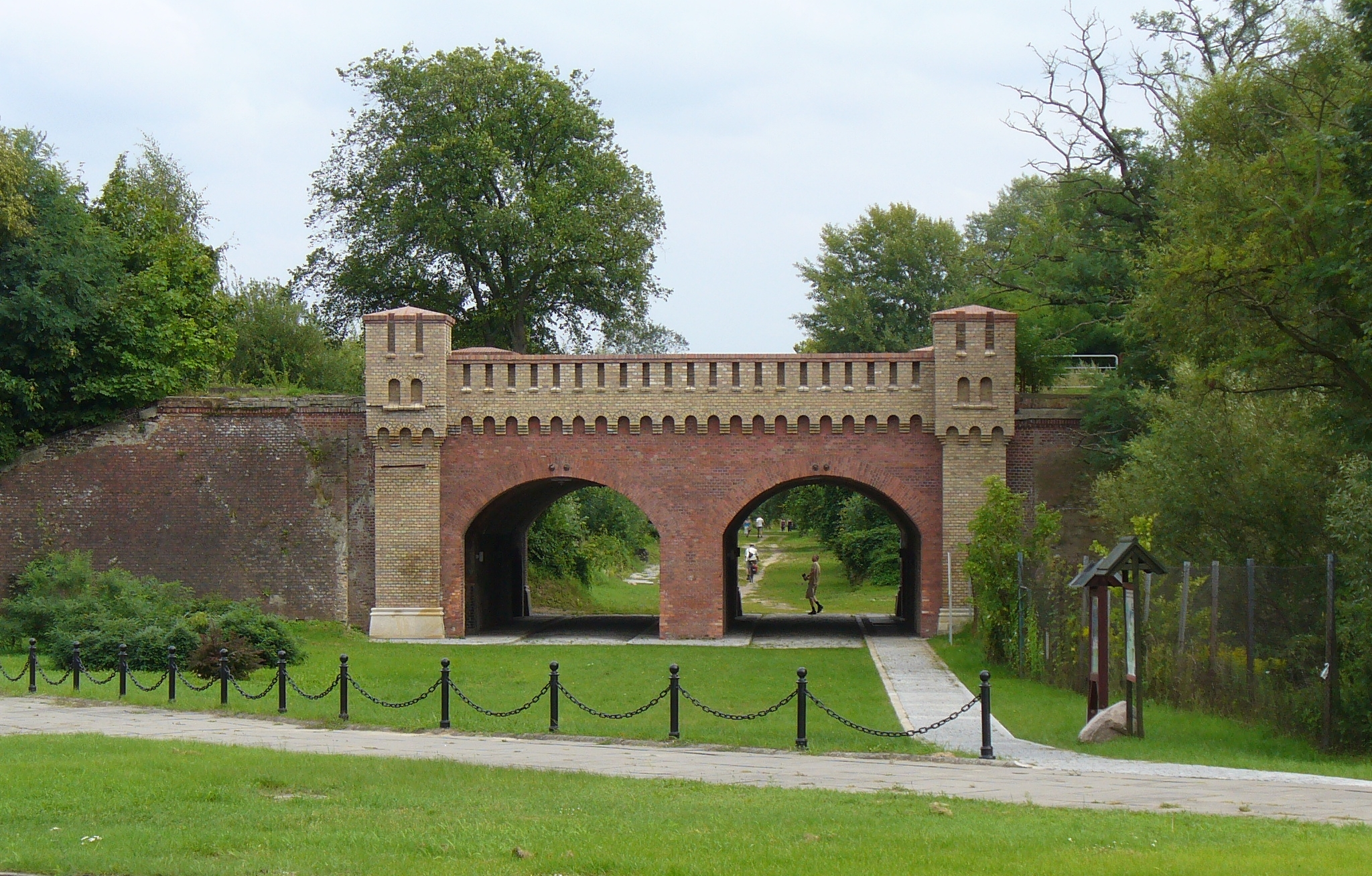
Vista aérea da antiga fortaleza e do centro histórico de Kostrzyn nad Odrą
- Fortificações da Fortaleza de Kostrzyn (foto: Portão de Berlim)
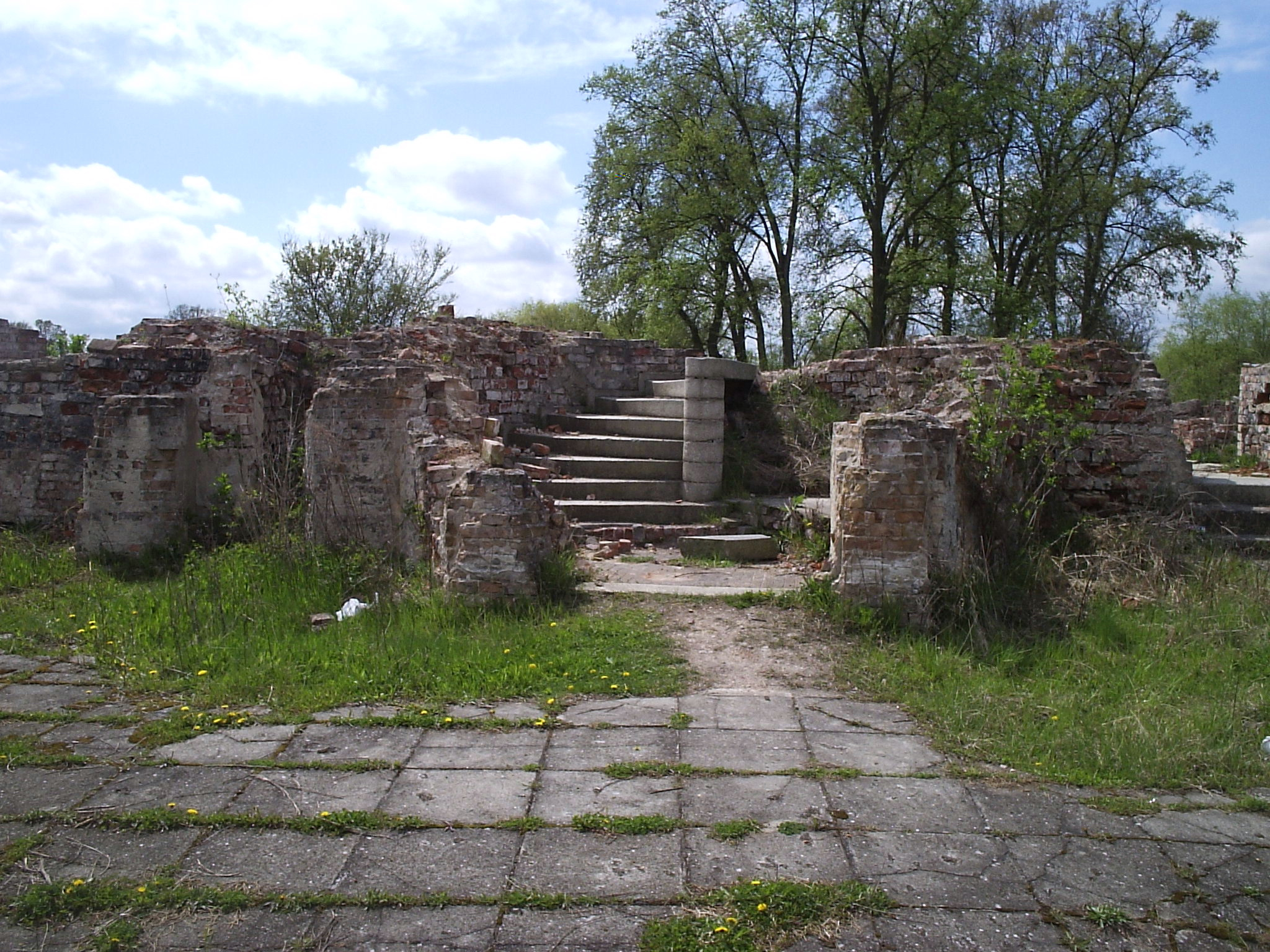
Ruínas do castelo
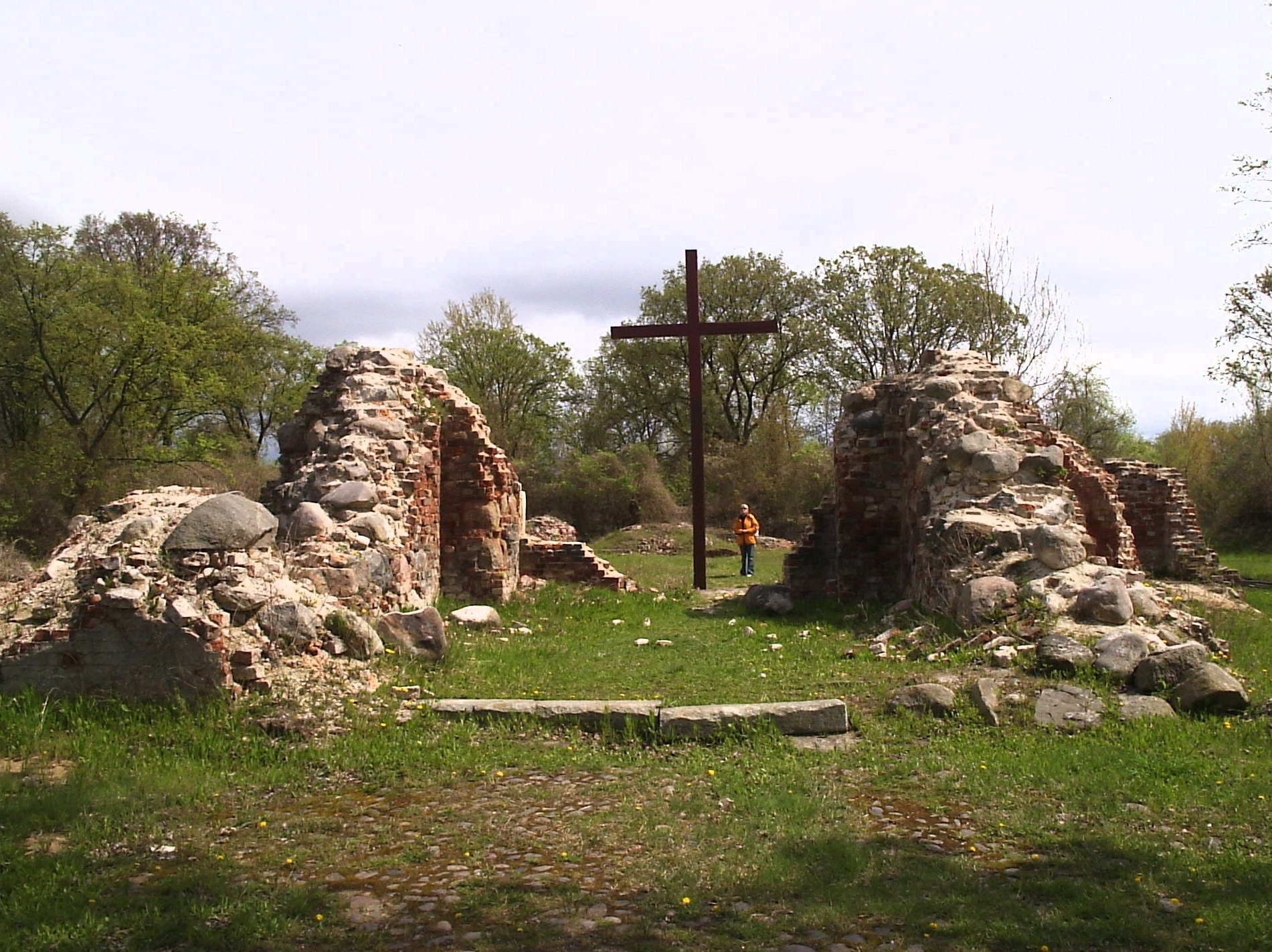
Ruínas da igreja de Santa Maria
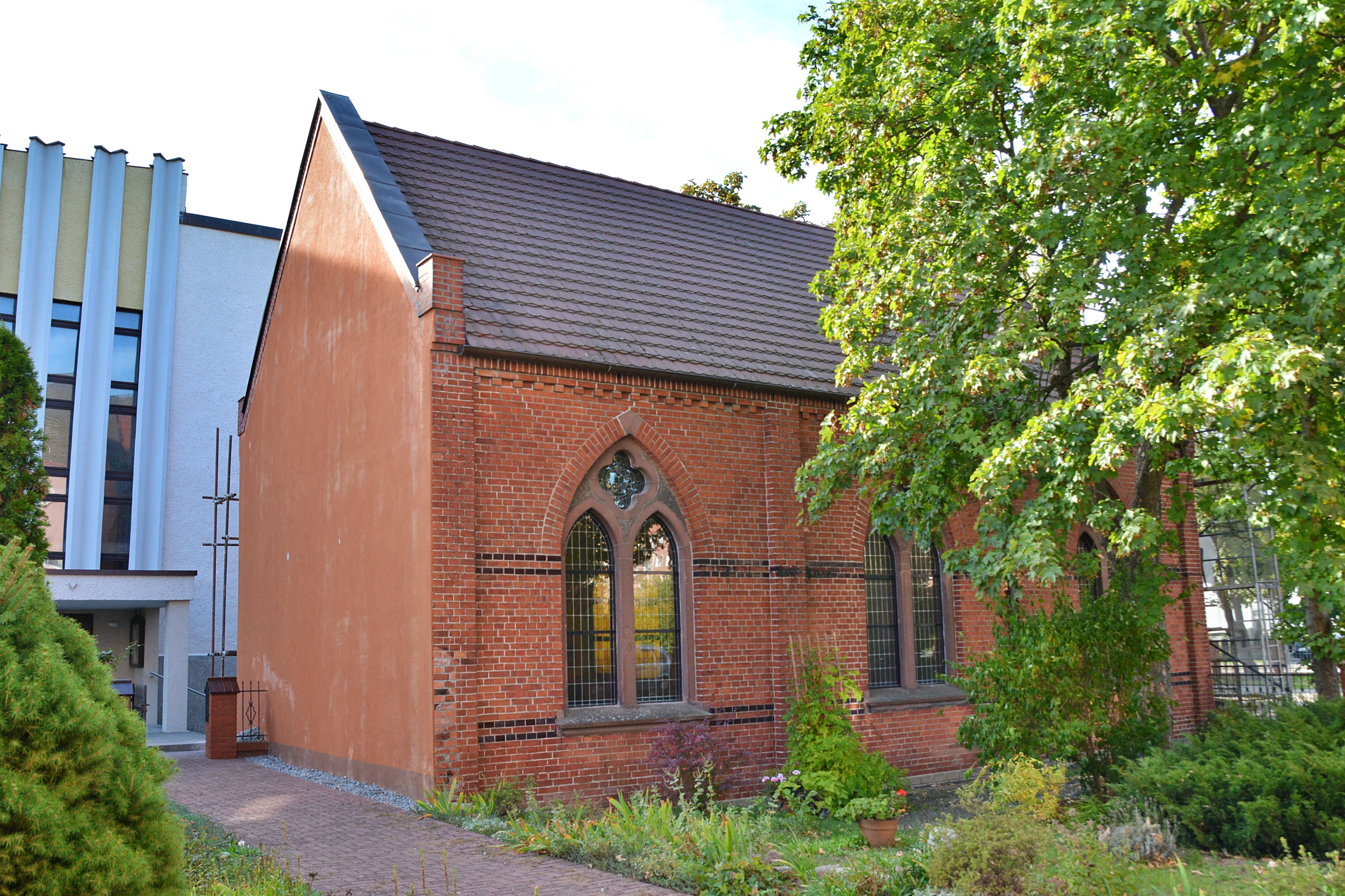
Antiga capela do cemitério
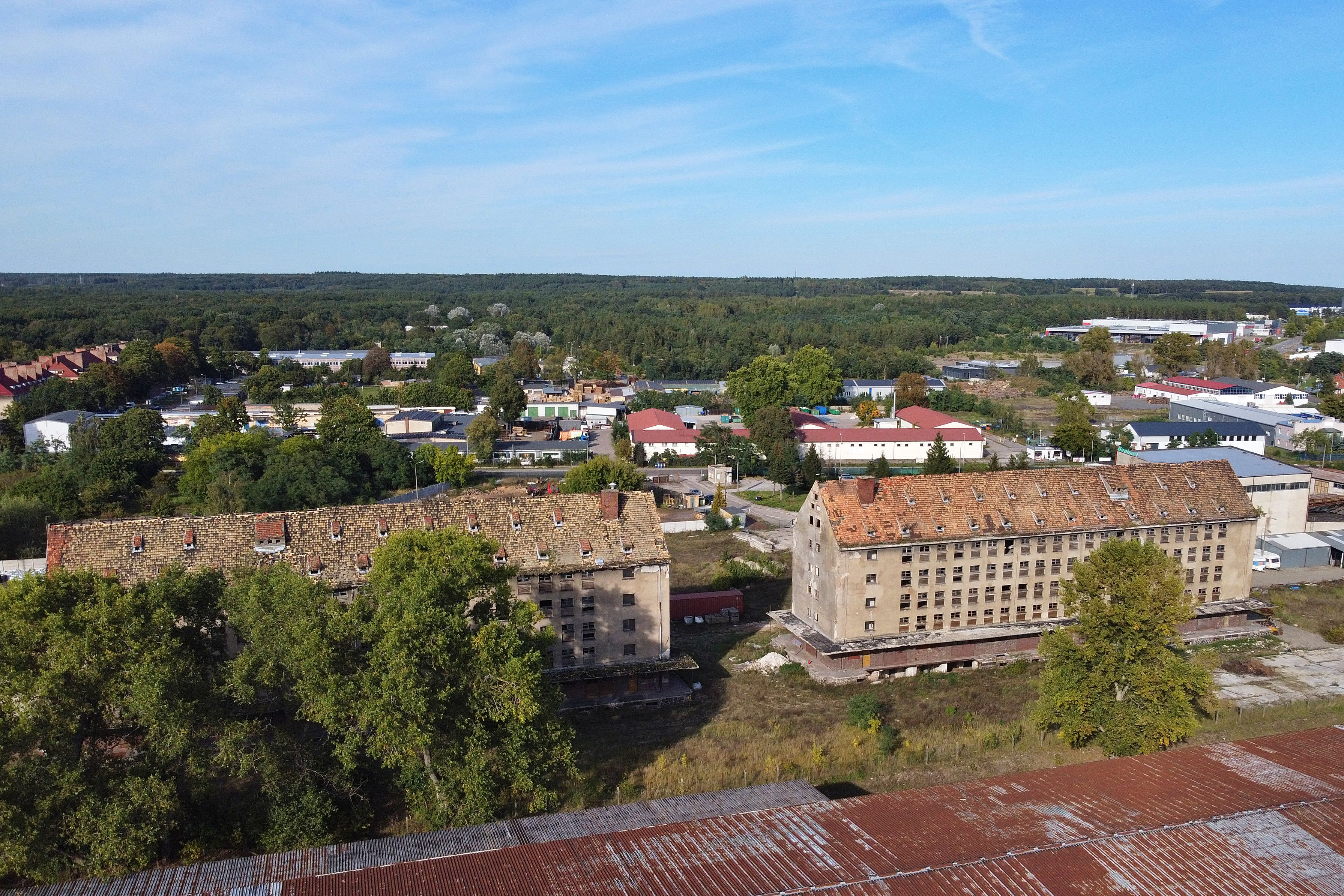
Dois celeiros de grãos

O registro provincial de monumentos inclui:
- Fortificações da Fortaleza de Kostrzyn, de terra e tijolo, construídas em 1537–1568, reconstruídas no século XIX
- Castelo em ruínas de meados do século XVI, reconstruído durante o reinado de Jan Hohenzollern (1513–1571), Margrave de Brandemburgo, governante da parte oriental independente da Nova Marca na dinastia Hohenzollern
- Ruínas da igreja de Santa Maria de 1396 na cidade velha
- Capela evangélica do cemitério, agora católica romana, dedicada ao Sagrado Coração de Jesus, da virada do século XIX para o XX, na rua Kardynała Wyszyńskiego, 2
- Dois celeiros de grãos por volta de 1930, rua Prosta

Outros edifícios históricos:
- Cemitério judeu

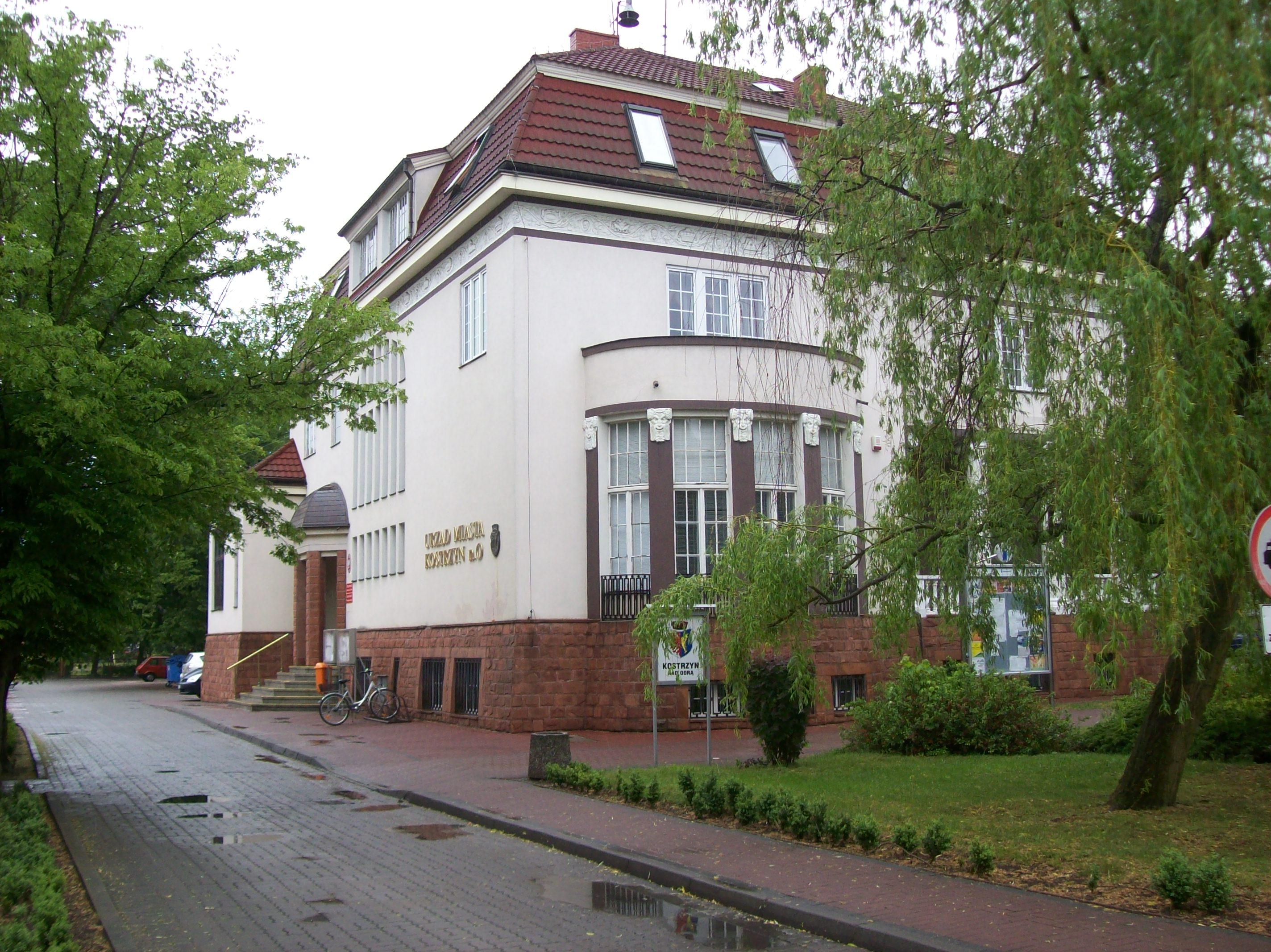
Palácio Ślubów, antiga prefeitura

- Campo de prisioneiros de guerra Stalag III C em Drzewice, cemitério de prisioneiros de guerra assassinados
- Moinho de grãos com silo, início do século XX, rua Gorzowska, 24
- Portão de Berlim funciona como um centro de informações turísticas
- Construção da estação de bombeamento de Warniki do início do século XX
- Estação ferroviária, de dois andares, do século XIX
- Torre de água desativada de 1903
- Museu de História Natural
- “Monumento do Leão” — monumento aos mortos na Primeira Guerra Mundial
- Placa com busto de São Clemente Maria Hofbauer na igreja da Santíssima Virgem Maria Mãe da Igreja, comemorando sua prisão na fortaleza em 1808

## Meio ambiente
Forma de relevo
A área onde Kostrzyn se encontra, se eleva a uma altitude de 16,5 a 39,6 metros e é bastante diversificada do ponto de vista hipsométrico. A maior elevação está na parte norte da cidade. O terreno desce em direção aos rios Óder e Varta. Próximo de Drzewice, a elevação chega a aproximadamente 20 metros. Na área do município, além das elevações, há grandes depressões na faixa de 19,6 a 16,5 m acima do nível do mar. Ao norte e nordeste de Kostrzyn, o terreno se eleva até aproximadamente 62 m e, próximo de Młynisk, até 70,8 m. Ao sul, Kostrzyn é cercada pela área do Vale Proglacial Toruń-Eberswalde, que fica a uma altitude de 10,6 a 14,3 m. A área ao redor de Stary Kostrzyn — o local onde Kostrzyn foi fundada — fica a uma altitude de 11 a 12 m. A parte central dessa área, onde está localizada a praça do mercado, fica a 16,2 m acima do nível do mar. Geomorfologicamente, a área de Kostrzyn tem um caráter de erosão-acumulação com extensos sistemas de degraus em terraços.
Águas superficiais

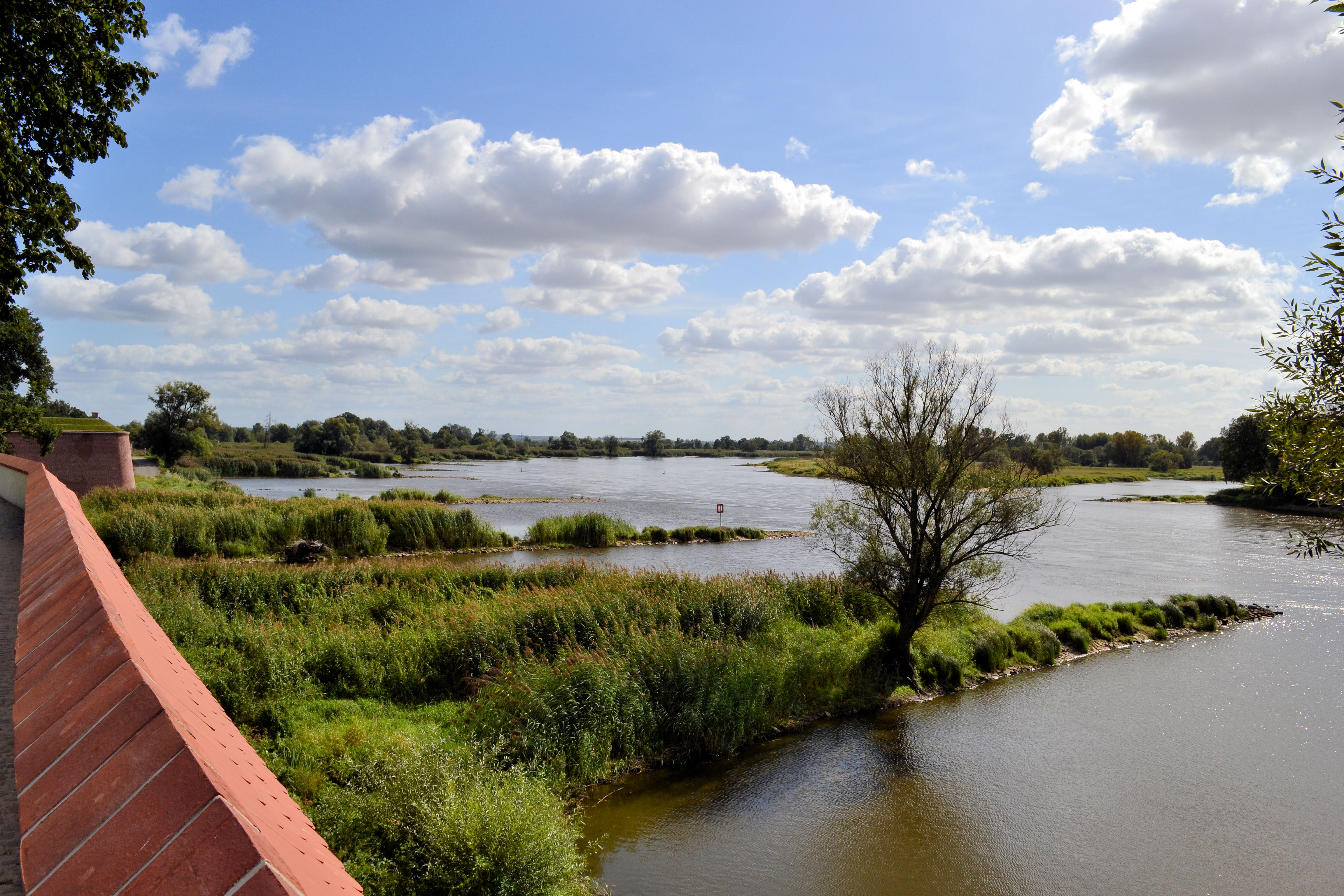
Rio Óder em Kostrzyn (visto das muralhas da Fortaleza de Kostrzyn)

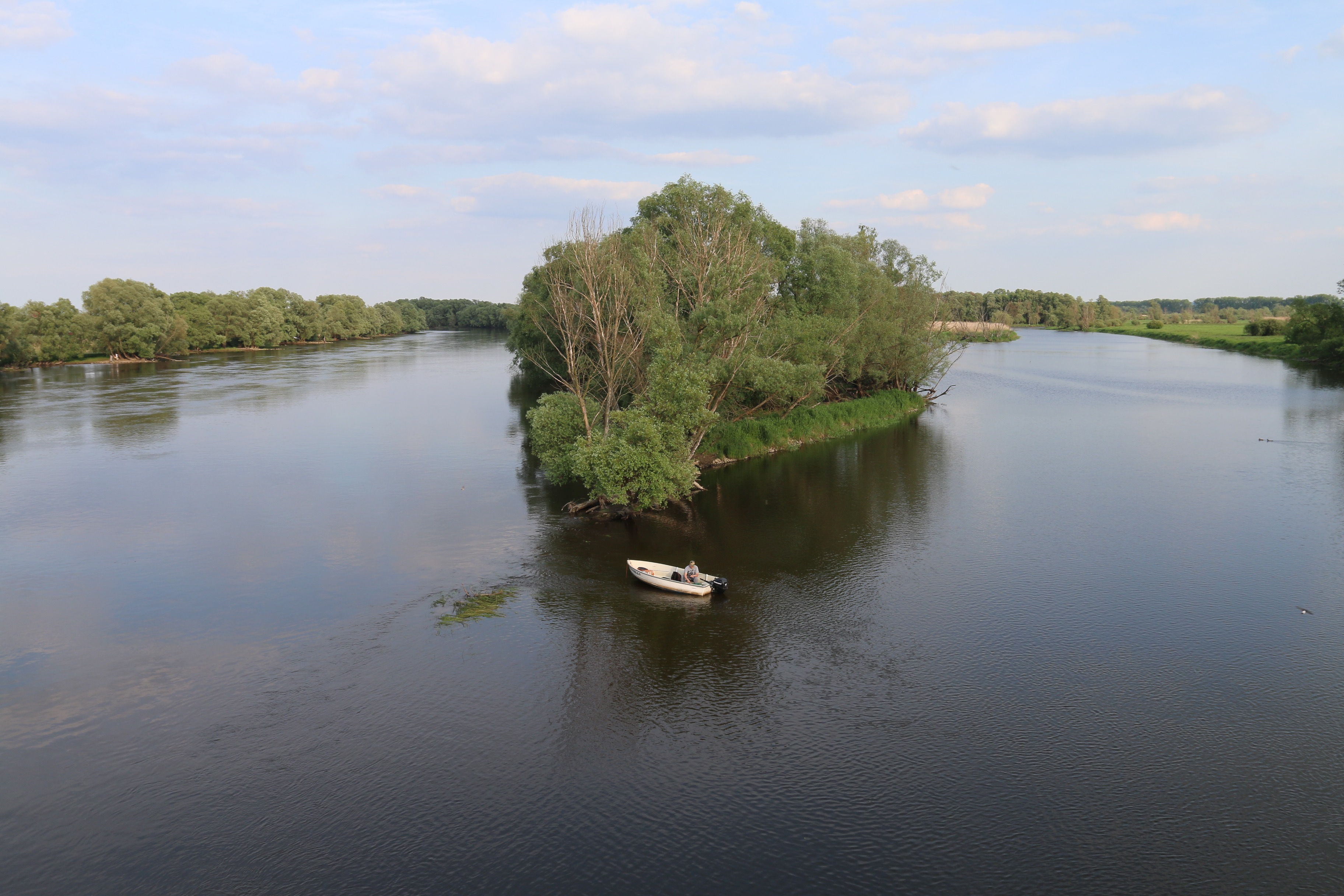
Estuário de Postomia (lado direito da foto) até o rio Varta em Kostrzyn (visto da ponte Sikorski)

A rede hidrográfica da área da cidade é relativamente ruim. As águas superficiais estão concentradas em suas partes sudeste e sudoeste. Isso inclui o rio Óder e o rio Varta com seus canais laterais. A cidade fica na bacia do rio Óder, que recebe seu maior afluente da margem direita, o Varta, aqui. Ambos os rios são caracterizados por um regime de fluxo chuvoso e com neve. Portanto, em Kostrzyn, no rio Óder, ocorrem as mínimas em julho e agosto, e as máximas e enchentes em março (normalmente o derretimento da neve). Além desses dois grandes rios, há uma rede regular de valas de drenagem em diferentes estados de conservação — a rede mais densa de valas de drenagem está localizada na parte sudeste da cidade. Lá também há duas estações de bombeamento que drenam uma grande área separada do Varta por diques e que se estende até Świerkocin. O Óder é um curso de água de primeira ordem. Na área de Kostrzyn, ele flui na Bacia de Freienwald. Aqui, o vale do Óder se junta ao vale do Varta. Abaixo da foz do Varta, o vale do Óder no lado polonês é muito estreito. Sua largura no lado alemão, em Oderbruch, é de 15 quilômetros ou mais. No lado polonês, há uma planície de inundação contínua ao sul da foz do Varta. A largura da atual planície de inundação no lado polonês varia entre 1 e 3 quilômetros. Há esporões e fortificações de margem ao longo de toda a extensão dessa seção do rio. Vários lagos de grande escala são preservados ao longo dessa seção, conectados à corrente do rio ou completamente isolados dela. O Varta é um rio de planície com uma várzea de margem esquerda amplamente desenvolvida, com inúmeros lagos em arco. Há muitos lagos em arco na área de Kostrzyn, entre Słońsk e Kostrzyn. O Varta, com seus afluentes, é uma área de captação de segunda ordem e faz parte da área de captação do Óder (primeira ordem). A confluência de muitos cursos d'água — o Stara Warta, o Witna, o Postomia, o Lisia, todos de quarta ordem — próximo de Kostrzyn está relacionada, entre outras coisas, ao relevo da área, mais precisamente à inclinação do terreno em direção ao vale do Óder. As águas do rio Varta, como resultado das inundações, depositam sedimentos na área circundante, contribuindo para a formação de solos de lodo e lama de turfa. As águas superficiais próximo de Korzystno são enriquecidas pelas áreas de charneca localizadas ao sul e parcialmente a oeste da cidade. Esses reservatórios incluem as áreas do Parque Nacional e sua zona de amortecimento na forma do Parque Paisagístico localizado na parte oeste do Vale Proglacial Toruń-Eberswalde.
Formas de proteção da natureza
Há várias outras formas valiosas e legalmente protegidas de conservação da natureza na área de Kostrzyn, protegidas pela “Lei de Conservação da Natureza de 2004”. São elas:
- Rede Natura 2000 — a área denominada “Ujście Warty”, codificada como PLB080001, cobre uma área de 33 017,8 hectares, dos quais 827,9 ha (18% da área de Kostrzyn nad Odrą) estão localizados em Kostrzyn:
  - Parque Nacional “Ujście Warty” — é o mais novo parque nacional polonês. Foi criado em 1 de julho de 2001 como resultado da fusão da reserva de Słońsk e parte do Parque Paisagístico da Foz do Varta. A área do parque é de 8 038 ha, dos quais 56,66 ha estão no território da própria cidade.
  - Parque Paisagístico da Foz do Varta — foi criado em 18 de dezembro de 1996 para preservar os valores naturais e paisagísticos da biodiversidade do Vale do Varta com as bordas das terras altas ao redor. A área das áreas naturais protegidas acima na cidade de Kostrzyn nad Odrą é de 929,06 ha, representando 20,12% da área da cidade;

Monumentos naturais — onze monumentos naturais, ou seja, formas individuais da natureza, também foram estabelecidos na cidade.
- Outro local natural importante são as ruínas da fortaleza de Kostrzyn, onde há um pequeno refúgio de colônia de morcegos. A vegetação ruderal se desenvolveu entre as ruínas da Cidade Velha, criando um pequeno ecossistema no local.

## Educação
- Escolas primárias

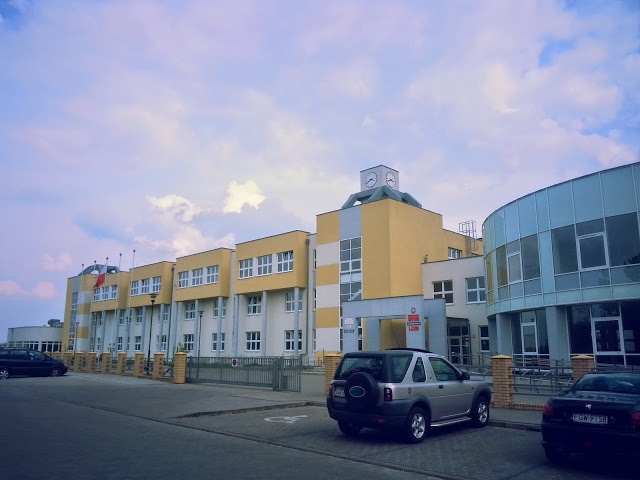
Complexo Escolar Maria Skłodowska-Curie

  - Escola primária n.º 1, Amigos de Kostrzyn nad Odrą, rua T. Kościuszki[23]
  - Escola primária n.º 2, Amigos da Terra, rua L. Banaszak, 1[24]
  - Escola primária n.º 3 de Integração Europeia, rua M. Reja, 32A[25]
  - Escola primária n.º 4 Constituição de 3 de maio, rua H. Sienkiewicza[26]
- Escolas secundárias
  - Centro Regional de Educação Secundária Superior Maria Skłodowska-Curie — Complexo Escolar, rua Komisja Edukacji Narodowej, 2[27]
- Escolas superiores
  - Escola Profissionalizante Superior, rua Mickiewicza, 20[28]
  - Universidade de Szczecin — Centro de Filial em Kostrzyn nad Odrą

## Esporte
O Centro esportivo e recreativo de Kostrzyn é ativo. Ele oferece aulas para a primeira infância, jovens e idosos. As aulas de luta livre, futebol, handebol e tênis são populares.

### Clubes esportivos

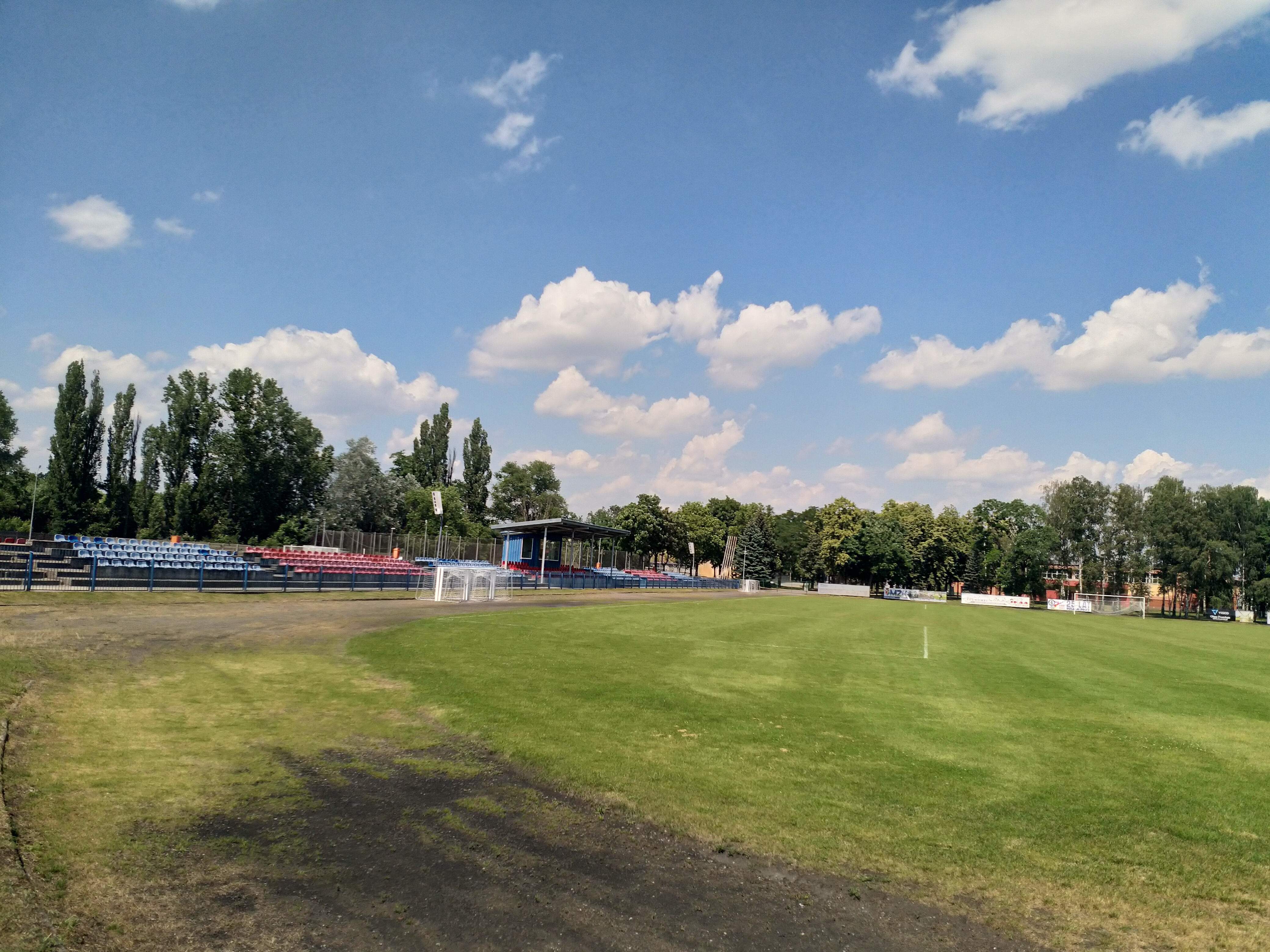
Estádio MOSiR em Kostrzyn nad Odrą

| Clube                                         | Seção              |
| --------------------------------------------- | ------------------ |
| MUKS “Przyjaciół Sportu” em Kostrzyn nad Odrą | futebol feminino   |
| TS “Celuloza” Kostrzyn nad Odrą               | futebol            |
| UKS “Dwójka” Kostrzyn nad Odrą                | voleibol masculino |
| UKS “Czwórka” Kostrzyn nad Odrą               | futebol            |
| UKS “Akademia” Futbolu Kostrzyn nad Odrą      | futebol            |
| UKS “Nukleon” Kostrzyn nad Odrą               | handebol           |
| UKS “Warta” Kostrzyn nad Odrą                 | tênis de mesa      |
| SKF “Olimp” Kostrzyn nad Odrą                 | luta livre         |
| UKS “Jedynka” Kostrzyn nad Odrą               | luta livre         |

## Transporte

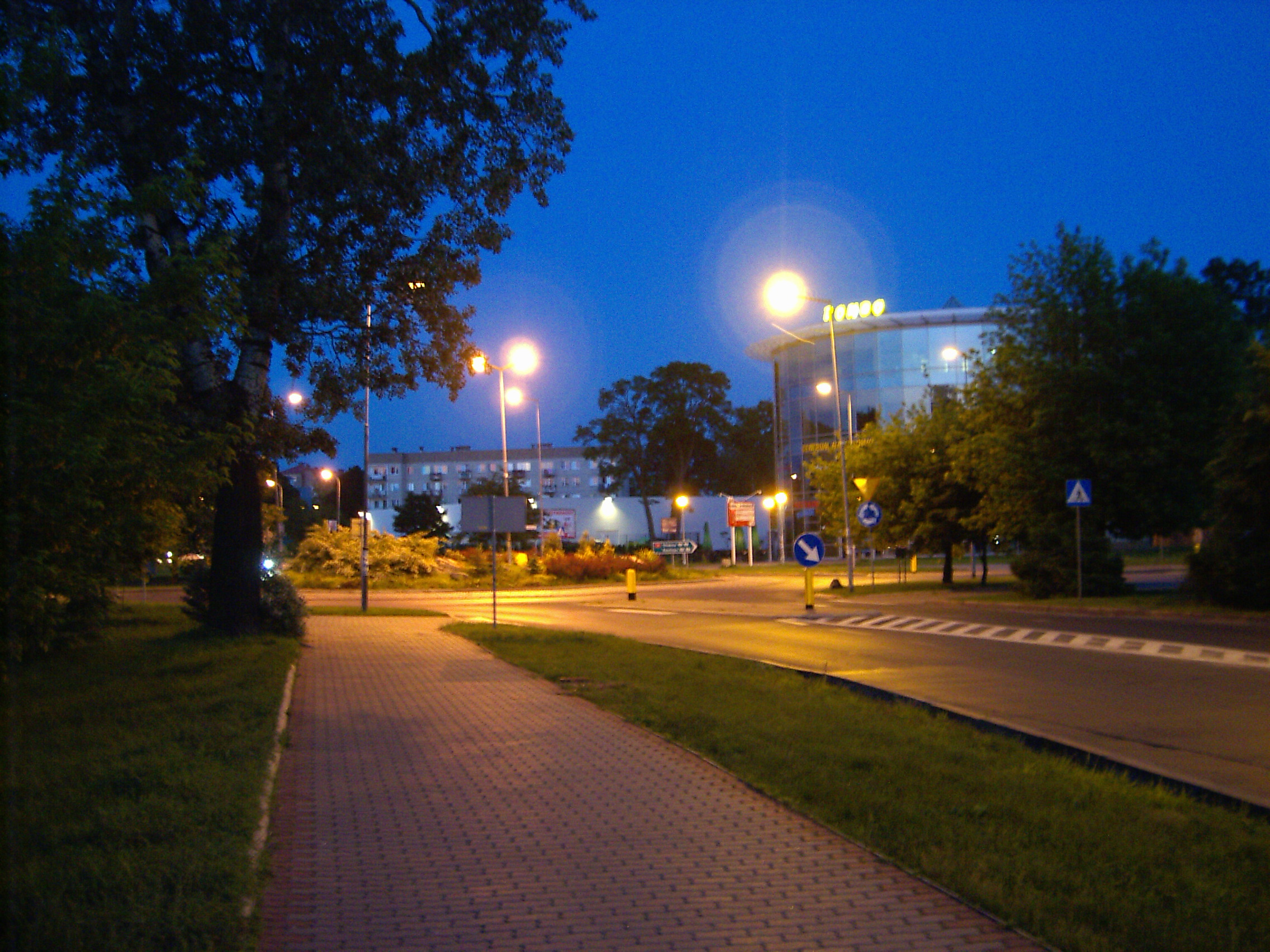
Rotatória de Kostrzyn à noite

### Transporte rodoviário
Duas estradas nacionais e uma estrada provincial atravessam a cidade:
- Estrada nacional n.º 22: fronteira nacional — Kostrzyn nad Odrą — Gorzów Wielkopolski — Wałcz — Człuchów — Malbork — Elbląg — Grzechotki — fronteira nacional.
- Estrada nacional n.º 31: Szczecin — Gryfino — Kostrzyn nad Odrą — Słubice
- Estrada provincial n.º 132: Kostrzyn nad Odrą — Gorzów Wielkopolski

### Transporte ferroviário

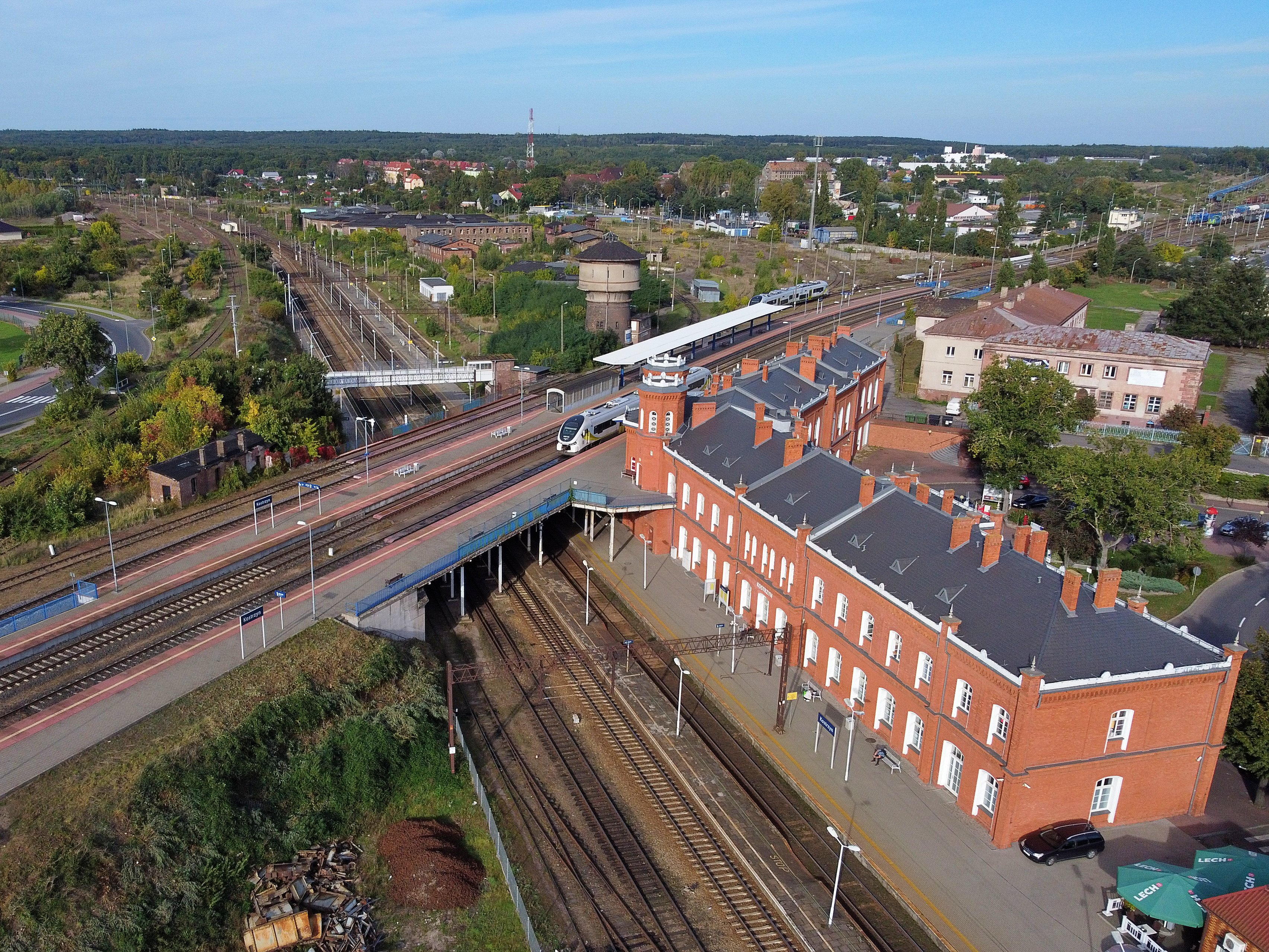
Estação ferroviária de dois andares em Kostrzyn — uma das duas desse tipo na Polônia (a outra fica em Kępno)

Embora Kostrzyn já tenha tido até cinco estações ferroviárias, apenas uma está em operação atualmente, chamada Kostrzyn (antiga Küstrin Neustadt). É interessante notar que ela é uma estação de dois níveis, uma das duas únicas desse tipo na Polônia, onde os trens da linha n.º 203 (Berlim) — fronteira nacional — Gorzów Wielkopolski — Tczew e Stargard — Głazów — Kostrzyn nad Odrą param nas plataformas superiores, enquanto os trens da linha n.º 273 (Zielona Góra — Rzepin — Szczecin, a chamada “Nadodrzanka”) param nas plataformas inferiores. Anteriormente, os trens de Gorzów Wielkopolski via Rudnica também paravam aqui, mas após a demolição dos trilhos em 2007, a linha ferroviária n.º 414 foi desativada. No horário de 2015/2016, a maioria dos trens parte de Kostrzyn nad Odrą para Berlim. Os trens circulam a cada hora, todos os dias, das 5h às 21h. Nessa conexão (aos domingos, a partir das 7h), o último trem só vai para Kietz. O menor número de conexões é para Rzepin — 4 por dia.

### Transporte aquaviário

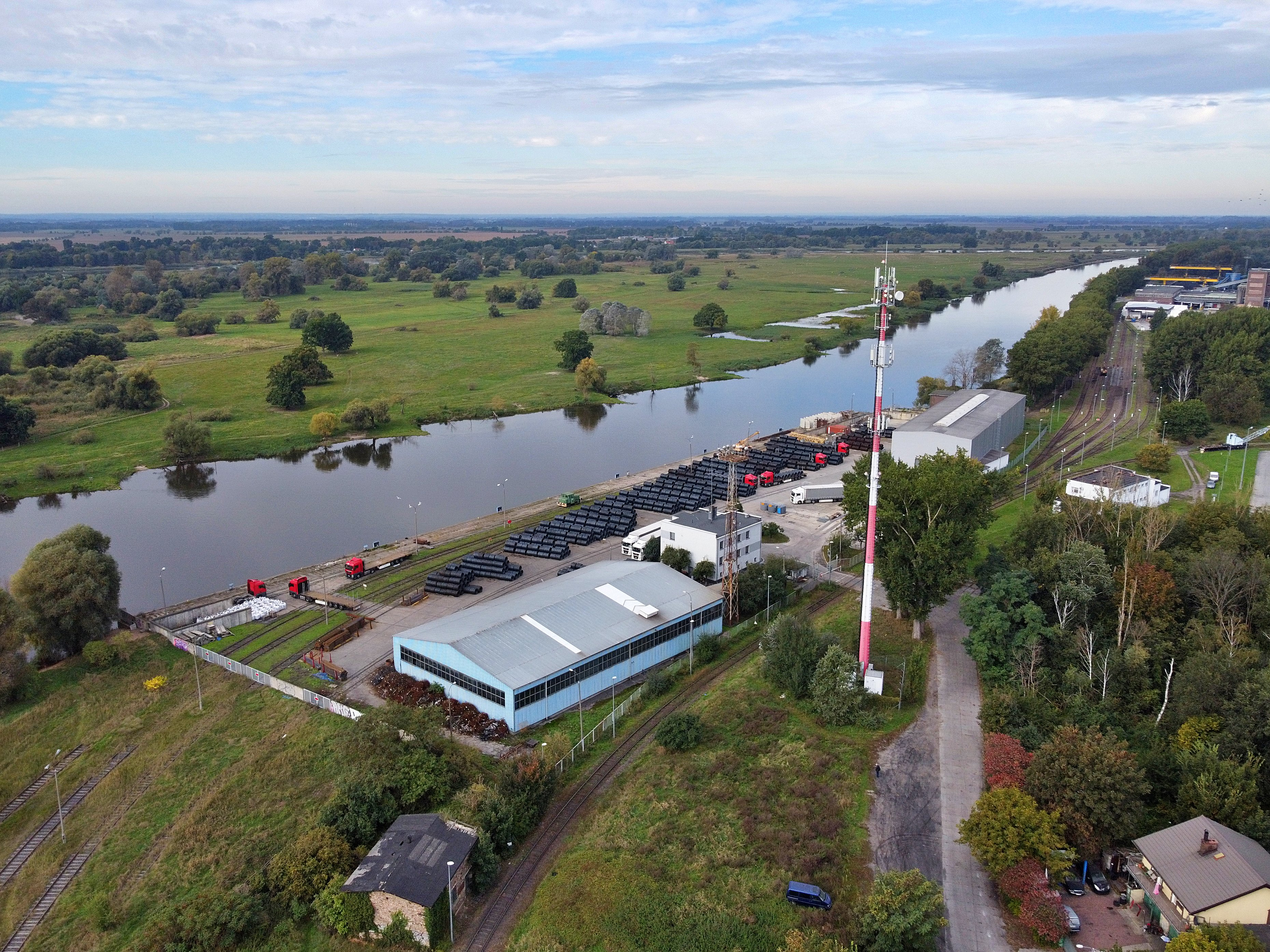
Porto fluvial na rua Portowa

Kostrzyn está localizada na hidrovia internacional E70, que liga Antuérpia, na Bélgica, a Klaipeda, na Lituânia, por via fluvial (via Países Baixos, Alemanha e Rússia).
Há um grande porto fluvial em Kostrzyn, que atende principalmente às fábricas localizadas na Zona Econômica Especial de Kostrzyn-Slubice.

Diagrama pré-guerra da rede de bondes e trens em Kostrzyn nad Odrą

### Transporte de ônibus intermunicipal
A cidade tem 12 conexões interurbanas operadas pelas empresas PKS em Myśliborz e Słubice, bem como pela “FlixBus” Polska (antiga Eurolines Polska). A partir do complexo de paradas da PKS na estação ferroviária, é possível chegar às cidades vizinhas de Dębno, Gorzów Wielkopolski, Myślibórz, Słubice e a um trecho de Rzepin via Ośno Lubuskie e Słońsk. Todas as conexões são feitas somente em dias úteis, de segunda a sexta-feira, ou em dias letivos. A exceção é a conexão de e para Gorzów Wielkopolski via Dębno, que funciona diariamente.

### Transporte público
A história do transporte público em Kostrzyn remonta ao início do século XX, quando os primeiros bondes puxados por cavalos foram lançados (1903–1923). Em 1925, foi lançado um bonde elétrico, que funcionou até 31 de janeiro de 1945, sendo suspenso devido à aproximação da frente de batalha. Também havia transporte por ônibus. Após a guerra, o transporte público só retornou em 1976 e era operado pelo Transporte Motorizado Estatal (PKS). Desde 1982, a cidade tem operado seu próprio transporte, para o qual a Empresa Municipal de Transportes foi fundada em 1983 (PGKiM). Os ônibus tinham seu próprio depósito na rua Kopernika, 4A (atual Autoridade Municipal de Transportes Sp.z o.o.). Todo o empreendimento era permanentemente não lucrativo; somente em 1986, a cidade subsidiou o transporte público com quase 7 milhões de zlóti. Após a transformação econômica e política em 1989, decidiu-se transferir o transporte deficitário para mãos privadas. Em 1991, dois ônibus que atendiam às necessidades da cidade até aquele momento foram comprados da Empresa Municipal e Habitacional (PGKiM) a preços preferenciais por Mieczysław Paszkiewicz, iniciando assim seu negócio de transporte como Agência de Transporte da Cidade de Kostrzyn nad Odrą. Até 2017, o empresário fornecia principalmente transporte escolar para crianças, subsidiado pelo tesouro da cidade, enquanto cumpria comercialmente as tarefas anteriores do transporte público. Naquela época, havia um ônibus na rota principal de propriedade de Drzewice para a rua Mickiewicza, na cidade. A linha principal tinha muitas variantes, o que significava que quase todos os percursos seguiam uma rota diferente. O ônibus chegava a Warniki, Leśnego e Szumiłowo e, no passado, também a Kaleńsk. A situação cada vez mais difícil no mercado de transporte fez com que a transportadora suspendesse completamente o transporte local durante o período de férias e, no final de agosto de 2017, cessou completamente suas operações.
Nessa situação, em 25 de agosto de 2017, o Conselho Municipal de Kostrzyn nad Odrą assumiu a função de organizar o transporte público e, em 11 de outubro de 2017, o Conselho Municipal decidiu restabelecer o transporte público. Desde setembro de 2017, a cidade vem fornecendo transporte escolar para crianças e, em 25 de setembro de 2017, foi publicado um aviso de intenção de realizar um procedimento de licitação para a prestação de serviços de transporte público de massa nas linhas:
1. 1: rua Dworcowa — conjunto habitacional Szumiłowo (pela rua Orła Białego)
2. 2: rua Dworcowa — rua Graniczna (pelos conjuntos habitacionais Leśne e Warniki)
3. 3: rua Gabriela Narutowicza (hospital) — Warniki (através do conjunto habitacional Szumiłowo)

Em 11 de outubro de 2017, o Conselho Municipal estabeleceu uma lista de 31 paradas a serem usadas pelo transporte público e, além disso, uma lista de preços de bilhetes para o uso do transporte público nos limites administrativos da cidade de Kostrzyn nad Odrą, bilhetes únicos normais e com desconto (com preço de PLN 3,00/1,50) e bilhetes mensais normais e com desconto (PLN 40,00 e PLN 20,00), bem como a definição de grupos isentos. O transporte público foi finalmente iniciado em 1 de novembro de 2017.
A partir de 1 de junho de 2019, o transporte público foi integrado ao transporte escolar (o transporte público foi encaminhado através da Escola primária n.º 2 na rua Słoneczna) e, devido à baixa receita da venda de passagens (em 2018, todas as passagens vendidas valiam menos de PLN 13 000, enquanto o custo anual da operação do transporte público pode ser estimado em aproximadamente PLN 400 000 brutos), a cobrança de tarifas para serviços de transporte foi dispensada. O operador de transporte público para o período de 2019–2021 foi a Empresa de Serviços Argos de Gorzów Wielkopolski. O cronograma prevê apenas sete percursos durante a semana (em duas rotas) e dois percursos nos fins de semana (em uma rota com uma rota diferente).

## Turismo

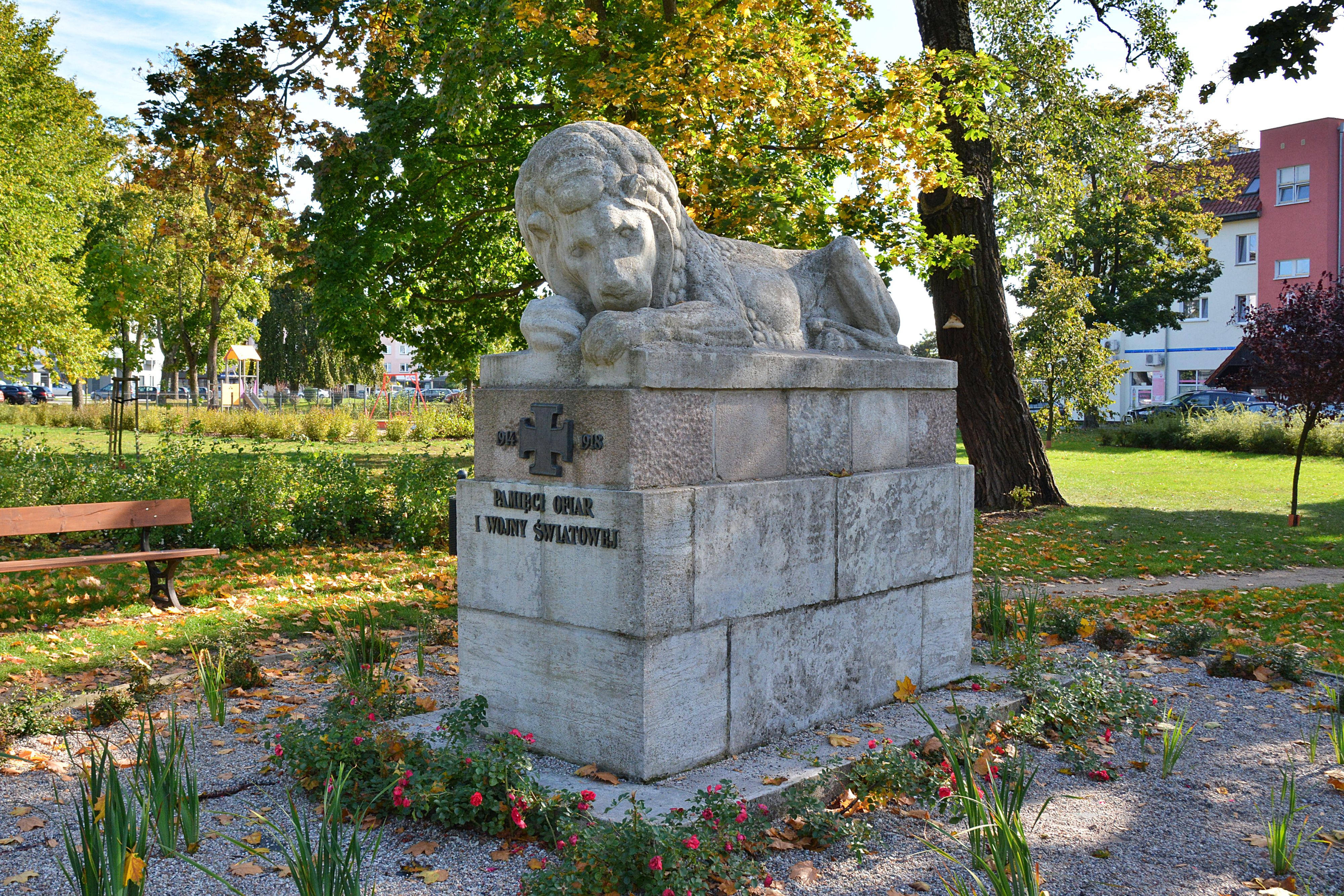
Parque do Leão na rua Parkowa

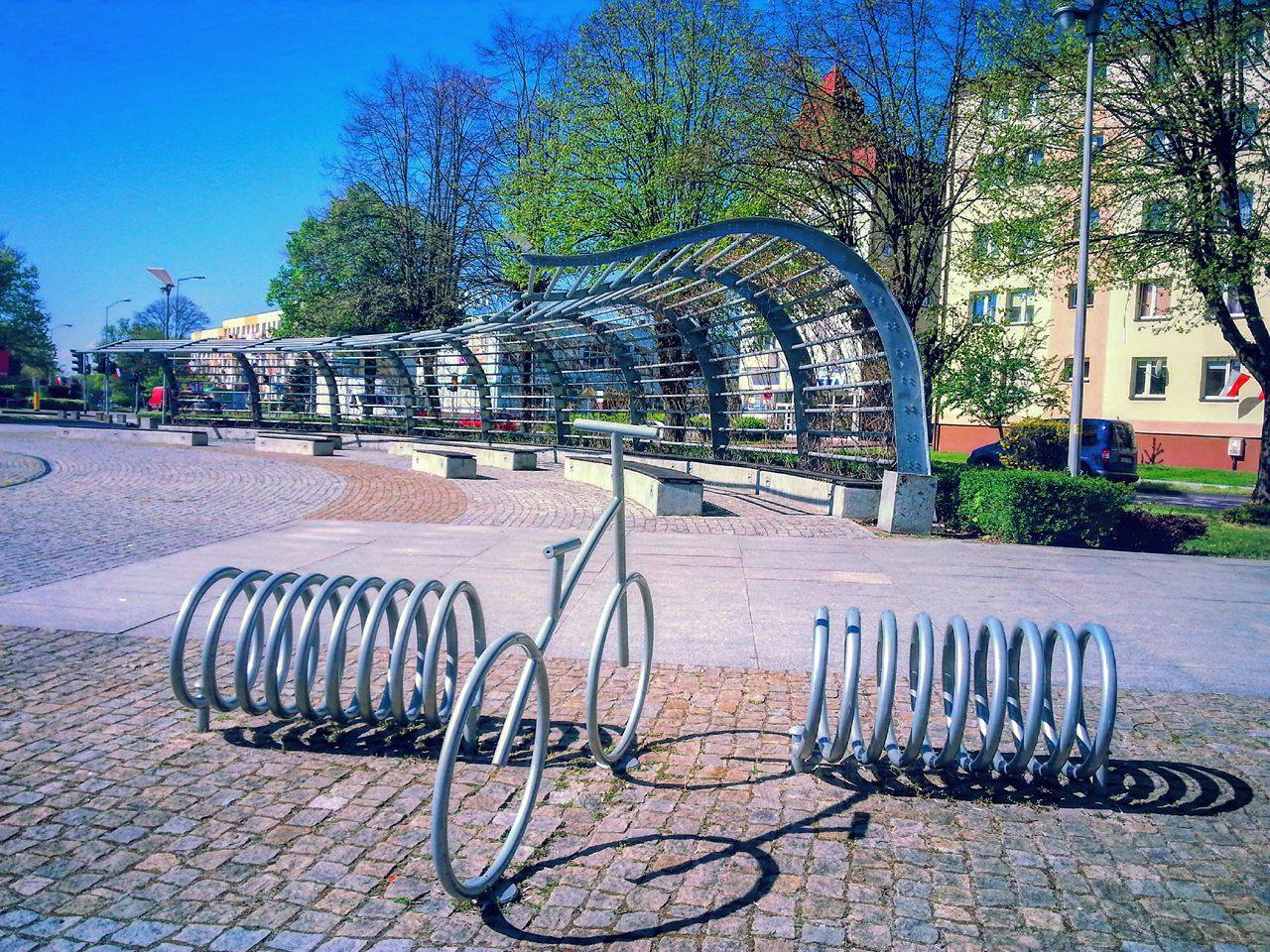
Praça Wojska Polskiego ao lado do Parque municipal (centro da cidade)

- Trilha internacional de bicicletas R1[41] — Calais (França) — (Bélgica) — (Holanda) — (Alemanha) — Kostrzyn nad Odrą (Polônia) — Königsberg — (Rússia) — (Lituânia) — (Letônia) — (Estônia) — até São Petersburgo (Rússia).
- Parte polonesa da rota internacional de ciclismo R1 (comprimento 675,6 km) — começa no cruzamento da fronteira com a Alemanha em Kostrzyn nad Odrą — Ośno Lubuskie — Sulęcin — Lubniewice — Międzyrzecz — Międzychód — Drezdenko — Krzyż — Wieleń — Trzcianka — Piła — Miasteczko Krajeńskie — Białośliwie — Wyrzysk — Mrocza — Bydgoszcz Janowo — Koronowo — Chełmno — Grudziądz — Kwidzyn — Sztum — Elbląg — Braniewo — Gronowo perto da fronteira com a Rússia.
- Trilha do “Óder Verde”[42] — Kostrzyn nad Odrą (conjunto habitacional Szumiłowo) — Kaleńsko — Namyślin — Kłosów — Czelin — Gozdowice — Siekierki — Stara Rudnica — Stary Kostrzynek — Osinów Dolny — Cedynia — Lubiechów Dolny — Bielinek — Piasek — Zatoń Dolna — Krajnik Dolny — Ognica — Widuchowa — Marwice — Pniewo — Gryfino — Stare Brynki — Żydowce — Szczecin (conjunto habitacional Podjuchy) — Szczecin.
- Trilha n.º 1 (comprimento 97,2 km) Kostrzyn nad Odrą — Dąbroszyn — Krześnica — Kamień Wielki — Mościce — Vale Witna Mosina — Lubiszyn — Ściechów — Reserva “Bagno Chłopiny” — Lago Marwice — Vale Kłodawka — Mironice — Kłodawa — Santoczno — Reserva “Rio Przyłężek” - Reserva “Wilanów” - Strzelce Krajeńskie.

Kostrzyn sediou o Pol'and'Rock Festival de música rock entre 2004 e 2019.

## Comunidades religiosas
- Comunidade Cristã Pentecostal:

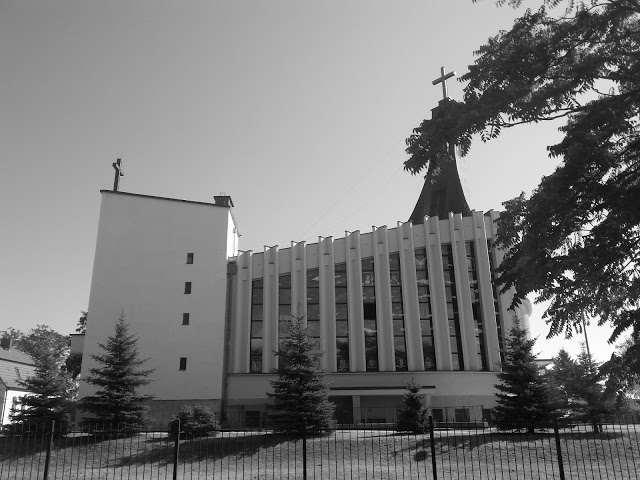
Igreja da Bem-Aventurada Virgem Maria, Mãe da Igreja

  - Igreja em Kostrzyn, rua Żeglarska, 54[44]
- Igreja Católica Grega:
  - Posto avançado pastoral em Kostrzyn, os serviços são realizados na capela do Sagrado Coração de Jesus na igreja católica romana da Bem-Aventurada Virgem Maria, Mãe da Igreja[45]
- Igreja Católica de Rito Latino:
  - Forania de Kostrzyn:
    - Paróquia da Bem-Aventurada Virgem Maria, Mãe da Igreja[46]
    - Paróquia de Nossa Senhora de Rokitnia[47]
- Igreja Nova Apostólica na Polônia:
  - Igreja de Kostrzyn, rua Banaszaka, 6[48]
- Igreja Pentecostal na Polônia:
  - Igreja em Kostrzyn, rua Adam Mickiewicz 5[49]
- Testemunhas de Jeová:
  - Congregação de Kostrzyn nad Odrą–Sul (incluindo grupo de língua ucraniana)
  - Igreja em Kostrzyn nad Odrą–Norte (Salão do Reino, rua Sosnowa 2)